# Walter Berendt
Walter Franz August Berendt (* 16. April 1878 in Görlitz; † 16. August 1978 in Bayreuth) war ein deutscher Konteradmiral (Ing.) der Kriegsmarine.

## Leben
Walter Berendt trat am 1. April 1898 als Maschinistenaspirant in die Kaiserliche Marine ein. Am 12. Dezember 1908 wurde er bei I. Torpedodivision Marine-Ingenieur und am 12. April 1913, er war auf dem Großen Kreuzer Gneisenau, zum Marine-Oberingenieur mit dem Rang eines Oberleutnants zur See befördert. Nach seiner Rückkehr nach Deutschland gehörte Berendt von Juni 1914 über den Beginn des Ersten Weltkriegs dem Schiffstamm der Derfflinger an und war ab 1. September 1914 als Wach-Ingenieur auf dem Schiff tätig. Anschließend war er von November 1915 bis Juli 1918 Halbflottillen-Ingenieur einer Torpedoboots-Halbflottille und zeitgleich Leitender Ingenieur eines Torpedobootes. Anschließend kam er auf die Schichau-Werft und übernahm bis Ende des Ersten Weltkriegs die Bauaufsicht von Torpedoboot-Neubauten. Am 25. Mai 1918 wurde er zum Marine-Stabsingenieur im Range eines Kapitänleutnants befördert.
Berendt wurde in die Reichsmarine übernommen. Es folgten seine Beförderung zum Korvettenkapitän (Ing.) am 1. April 1922, zum Fregattenkapitän (Ing.) am 1. Mai 1925 und zum Kapitän zur See (Ing.) am 1. April 1926. Von Ende September 1927 bis Mitte Oktober 1929 war er Flotteningenieur beim Flottenkommando. Am 31. Oktober 1929 wurde er mit dem Charakter als Konteradmiral (Ing.) verabschiedet.
Am 1. Mai 1933 wurde Berendt als Angestellter wieder eingestellt und zum 1. Oktober 1933 als L-Offizier reaktiviert sowie am 5. März 1935 zum E-Offizier ernannt. Als solcher war er Leiter der Psychologischen Prüfstelle der Marinestation der Nordsee in Wilhelmshaven. Zum 31. März 1939 wurde er verabschiedet, einen Tag später zur Verfügung der Kriegsmarine gestellt, jedoch nicht mehr zum aktiven Dienst herangezogen.